# Communauté de communes Larzac Dourbie
La  Communauté de Communes Larzac Dourbie  était une communauté de communes française, située dans le département de l'Aveyron, dissoute au 01/01/2010 par l'arrêté préfectoral n° 2009-348-7 du 14 décembre 2009.

## Composition
Elle était composée des communes suivantes :
- La Cavalerie
- L'Hospitalet-du-Larzac
- Nant

## Sources
- Base de données ASPIC pour l'Aveyron, édition 11/2006.
- le SPLAF pour l'Aveyron, édition 11/2006.